# Skylar Schneider
Skylar Schneider (3 september 1998) is een Amerikaanse wielrenster.
Bij de junioren behaalde ze brons op het nationaal kampioenschap tijdrijden en zilver op het wereldkampioenschap in Doha, Qatar. Bij de elite won ze brons op het Pan-Amerikaans kampioenschap en won ze de slotrit van de Ronde van Thüringen vanuit een kopgroep van elf op de kasseien in Gotha.
Skylar Schneider is de acht jaar jongere zus van Samantha Schneider. In april 2017 verlieten ze beiden na drie maanden Team Illuminate. Van 2018 tot en met 2020 reed Schneider voor de Nederlandse wielerploeg Boels Dolmans. In 2021 won ze twee etappes en het eindklassement van de Joe Martin Stage Race.

## Palmares
2015
 Amerikaans kampioenschap tijdrijden, junioren
2016
 WK op de weg, junioren
2017
 Pan-Amerikaans kampioenschap op de weg, elite
6e etappe Ronde van Thüringen
2021
1e en 4e etappe Joe Martin Stage Race
Eind- en puntenklassement Joe Martin Stage Race
2022
1e etappe Joe Martin Stage Race
2023
 Pan-Amerikaans kampioen op de weg, elite
2025
 Pan-Amerikaans kampioenschap op de weg, elite

## Ploegen
- 2017 –  Team Illuminate (tot 11 april)
- 2018 –  Boels Dolmans
- 2019 –  Boels Dolmans
- 2020 –  Boels Dolmans
- 2021 –  L39ION of Los Angeles (club)
- 2022 –  L39ION of Los Angeles (club)
- 2023 –  L39ION of Los Angeles (club)
- 2024 –  Miami Blazers (club)
- 2025 –  Team SD Worx-Protime

Blaak · Canuel · Deignan · Dideriksen · Guarnier · Majerus · Pieters · Plichta · Schneider · Van den Bos · Van der Breggen
Blaak · Buurman · Canuel · D'Hoore · Dideriksen · Hall · Langvad · Majerus · Pieters · Schneider · Van den Bos · Van der Breggen
Blaak · Buurman · Canuel · D'Hoore · Dideriksen · Hall · Majerus · Pieters · Schneider · Uneken · Van den Bos · Van der Breggen
van Belle (vanaf 29/4) · Bredewold · van der Breggen · van den Broek-Blaak (tot 11/2) · Cecchini · Gerritse · Guarischi · Häberlin · Harvey · J. Kopecký · L. Kopecky  · Lach · Markus · Schneider · Schreiber · Schreurs · Vas · Wiebes 